# Club de Fútbol Femenino Estudiantes de Huelva
El Club de Fútbol Femenino Estudiantes de Huelva fue un equipo de fútbol femenino de Huelva, España.
Creado en 1998 y disuelto en 2006. Miembro fundador de la nueva Superliga Femenina en 2001, fue el primer club femenino de la ciudad de Huelva hasta su desaparición. Su mayor éxito fue llegar a la final de la Copa de la Reina de Fútbol 2003, que perdió ante el Centre d'Esports Sabadell Futbol Club.
Estudiantes se retiró tres años después después de colapsar financieramente. La Real Sociedad de Fútbol ocupó su lugar en la Superliga mientras que el Sporting Club de Huelva se convirtió en el primer equipo de Huelva. 

## Temporadas
| Temporadas | División | Puesto | Copa de la Reina de Fútbol |
| ---------- | -------- | ------ | -------------------------- |
| 1998-99    | 1ª       | 3      |                            |
| 1999-00    | 1ª       | 3      | Primera ronda              |
| 2000-01    | 1ª       | 4      |                            |
| 2001-02    | 1ª       | 5      | Cuartos de final           |
| 2002-03    | 1ª       | 5      | Subcampeón                 |
| 2003-04    | 1ª       | 6      |                            |
| 2004-05    | 1ª       | 12     |                            |
| 2005-06    | 1ª       | 7      |                            |

## Internacionales
- Brasil: Andréia Suntaque, Kátia Teixeira.
- Portugal: Edite Fernandes.
- España: Sonia Bermúdez, Priscila Borja, Vanesa Gimbert, Auxiliadora Jiménez, Cristina Vega.